# Фролов, Пётр Иннокентьевич
Пётр Иннокентьевич Фролов (1933—2009) — машинист горных выемочных машин шахты «Распадская» производственного объединения «Южкузбассуголь», Кемеровская область, Герой Социалистического Труда.

## Биография
Родился 20 марта 1933 года в селе Николаевка Омской области в крестьянской семье. Русский. Окончил школу-семилетку. Трудовую деятельность начал в 1950 году трактористом в колхозе в родном селе.
В 1952 году был призван в Советскую Армию. Служил в пограничных войсках в Эстонии. После демобилизации в 1955 году работал на железной дороге путевым рабочим, дорожным машинистом на станциях Акмолинск, Царицыно (Москва), Котлас.
В 1959 году приехал к старшему брату в шахтёрский край — Кузбасс. Стал работать на шахте «Абашевская 3-4» в Новокузнецке. Когда стал бригадиром, пришла первая слава. Работая на новом очистном механизированном комплексе «Тула», бригада Фролова в 1963 году установила отраслевой рекорд месячной добычи угля — 29 тысяч 700 тонн.
С 1973 года перешёл работать на только что запущенную шахту «Распадская» в городе Междуреченск, вновь стал работать бригадиром первого очистного участка. До выдачи первых тонн бригаде пришлось ещё и достраивать шахту. Именно бригада Фролова 28 декабря 1973 года выдала на гора первую тонну угля, а 2 февраля следующего года уже выдала первую тысячу тонн.
К сожалению, инженерная служба, не говоря уже о подземных рабочих, оказалась не готова к добыче тяжёлого распадского угля: комплекс ОМКТ раздавило горным ударом, следом под давлением пластов разрушились и более мощные секции. Весь практический опыт своих товарищей Фролов нацелил на усиление конструкции принципиально новых экспериментальных крепей. Только за четыре года пришлось освоить четыре: КМ-81, КМ-130, УКП, КМ-42. В бассейне они применялись впервые, и учиться было не у кого. Только официально в его послужном списке значится три десятка предложений по усовершенствованию крепей, конвейеров, перегружателей, дробилок. На этом фоне один за другим бригада ставила рекорды.
Именно бригаде Фролова поручили испытание нового комплекса 2УКП. Через несколько месяцев работы Фролов отправился в Новомосковск, чтобы конструкторам доложить о замечаниях и недостатках конструкции. Они были учтены. Позднее шахтёры получат новый отличный агрегат. Именно комплексом 2УКП ещё накануне Дня шахтёра 1979 года было добыто 550 тысяч тонн.
В 1980 году бригада Фролова добыла свой первый миллион из одного комплексно-механизированного забоя за неполные десять месяцев, а к концу года был зарегистрирован абсолютный рекорд Кузбасса по годовой добыче угля на один забой. Бригада П. И. Фролова стала третьей бригадой-«миллионером» в стране.
21 апреля 1983 года был установлен абсолютный всесоюзный рекорд суточной добычи на комплекс 2 УКП — 11350 тонн. Это стало максимальным вкладом в рекорд суточной добычи шахты — 31280 тонн. Производительность труда рабочего составила 140 тонн в месяц. Среднесуточная нагрузка на комплекс превысила 3400 тонн. Бригада ещё трижды — в 1981,1983 и 1985 годах перешагивала миллионный рубеж.
Указом Президиума Верховного Совета СССР от 29 апреля 1986 года за выдающиеся производственные достижения, досрочное выполнение заданий одиннадцатой пятилетки и социалистических обязательств по добыче угля и проявленный трудовой героизм Фролову Петру Иннокентьевичу присвоено звание Героя Социалистического Труда с вручением ордена Ленина и золотой медали «Серп и Молот».
Продолжал работать на шахте «Распадская» до выхода на пенсию и ещё 15 лет, находясь на пенсии.
Жил в городе Междуреченск. Скончался 26 ноября 2009 года.
Награждён двумя орденами Ленина (1981, 1986), Трудовой Славы 3-й степени, медалями; знаком «Шахтёрская слава» 3-х степеней.